# Vinzenz Pürcker von Pürkhain

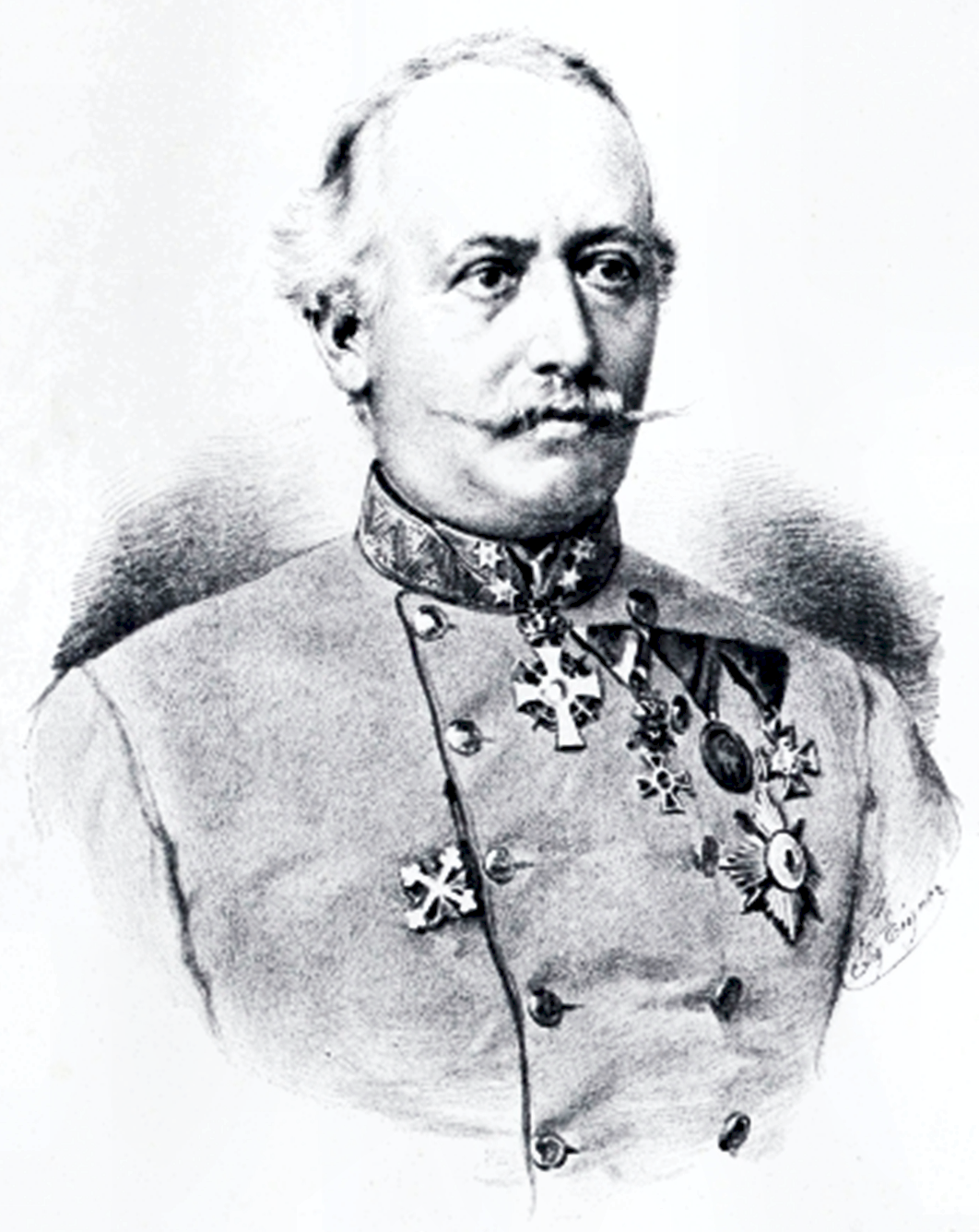
Vinzenz Pürcker von Pürkhain

Vinzenz Freiherr Pürcker von Pürkhain (* 11. November 1820 in Graz; † 13. Mai 1901 ebenda) war ein k. u. k. Wirklicher Geheimer Rat, Feldzeugmeister und Inhaber des Infanterieregiments Nr. 25.

## Biographie

### Jahre der Entwicklung

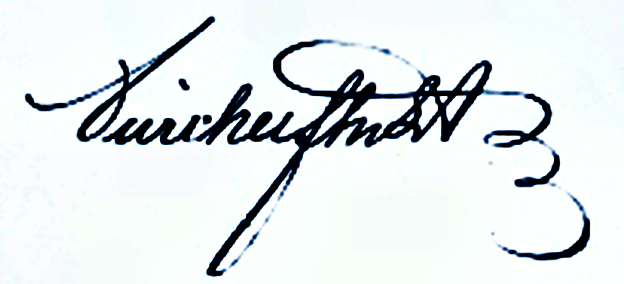
Autograph Pürcker von Pürkhain

Vinzenz, Sohn des Generalmajors (18. Juli 1848)  gleichen Vornamens, der am 7. Dezember 1844 mit dem Prädikat „Edler von Pürkhain“ in den erbländisch-österreichischen Adelsstand erhoben worden war, trat im Jahr 1835 ins Infanterieregiment Nr. 13 ein und erhielt seine militärische Ausbildung in der Grazer Kadettenkompanie. Er wurde 1840 Leutnant und 1847 Oberleutnant. Dem Generalstab 1847 zugeteilt, machte er, Anno 1848 bereits zum Hauptmann befördert, den Feldzug in Italien von 1848/49 mit, avancierte am 24. Februar 1852 zum Major und kam als Mappierungs-Unterdirektor nach Ungarn, 1853 zum Generalquartiermeisterstab.

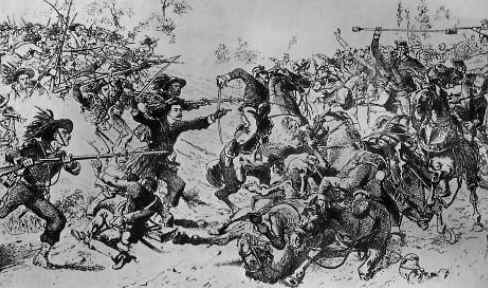
Schlacht von Custozza 1866

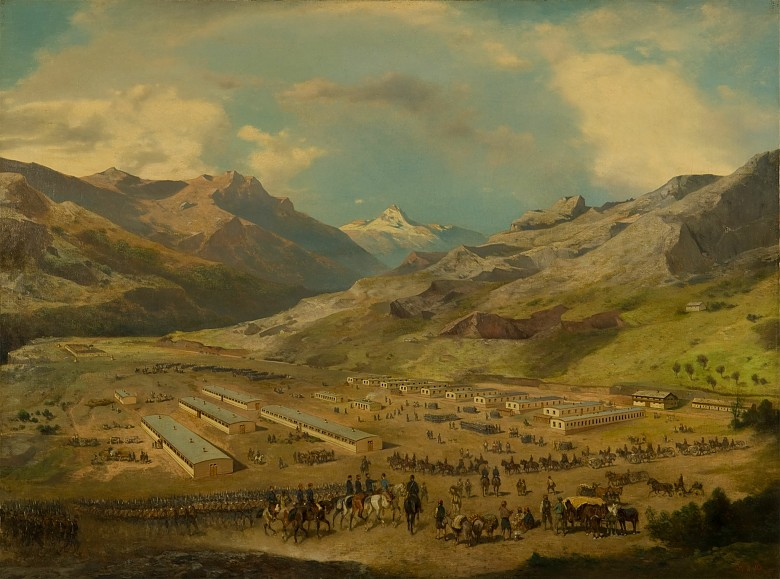
Nordlager bei Mostar während des Bosnienfeldzugs 1878

### In hohen Ämtern
Im Januar 1857 wurde er zum Stabschef beim 10. Armeekommando berufen und rückte dort am 28. März 1857 zum Oberstleutnant. Dieses Amt bekleidete er bis zum April 1859, als er zum Oberst und Regimentskommandanten des Linieninfanterieregiments Maximilian Freiherr von Wimpfen Nr. 13 sowie Souschef des Generalstabs der 4. Armee zu Verona avancierte. 
Den Feldzug von 1866 machte er als Oberst und Chef der Operationskanzlei der Südarmee mit. Hier erwarb er sich große Verdienste als Chef der Operationskanzlei um die Ausarbeitung des Operationsplanes für Custozza. und wurde nur zwei Tage nach der Schlacht am 26. Juli 1866 (Rang vom 10. Juli des Jahres) außer der Rangtour zum Generalmajor befördert. Zuvor hatte ihm, in Anerkennung der hervorragenden Leistungen bei der Schlacht von Custozza und danach, Kaiser Franz Joseph I. das Ritterkreuz des kaiserlich österreichischen Leopold-Ordens am 19. Juli 1866 verliehen, auch erhielt er das Komturkreuz des Ordens des der hl. Mauritius und Lazarus (Genehmigung 10. August 1867) sowie  das Komturkreuz 1. Klasse des  königlich sächsischen Albrechts-Ordens mit der Kriegsdekoration. (Genehmigung 24. November 1866)
Pürcker wurde nach dem Krieg am 1. Oktober 1866 Chef der Operationskanzlei beim Armeeoberkommando, war sodann vom am 21. Januar 1868 an Vorstand der 5. Abteilung des Kriegsministeriums. Am 23. Januar 1869 ging er als Brigadier bei der 12. Truppen-Division Freiherr von Piret nach Krakau,   übernahm 1871 das Kommando der 28. Infanterietruppendivision in Laibach und wurde mit Rang vom 29. April 1872 zum Feldmarschallleutnant ernannt.
Nachdem der General 1876 dem Generalkommando in Agram  zugeteilt worden war, beteiligte er sich in den folgenden Jahren maßgeblich an den administrativen Arbeiten zur Auflösung der Militärgrenze. Er wurde sodann Oberstinhaber des Ungarischen Infanterieregiments Nr. 25 und aus Anlass der Okkupation Bosniens im gleichen Jahr mit dem Orden der Eisernen Krone 2. Klasse dekoriert. Ein Jahr darauf erhielt der Edle von Pürcker die Würde eines Wirklichen Geheimen Rates und wurde in den erbländisch-österreichischen Freiherrnstand erhoben.
Der vielfach dekorierte Offizier wurde am 1. Juni 1881 mit dem Titel eines Feldzeugmeisters geehrt und trat mit der Auszeichnung des Komturkreuzes des kaiserlich österreichischen Leopold-Ordens mit der Kriegsdekoration des Ritterkreuzes in den Ruhestand.
Nachdem dem General bereits die Kabinettskanzlei des Kaisers zu seinem achtzigsten Geburtstag gratuliert hatte, wurde sein hohes Ansehen bei Hofe nochmals bestätigt, als ihm Erzherzog Friedrich eine Kriegsauszeichnung seines ehemaligen Armeekommandanten Erzherzog Albrecht überreichte, die ihm jener testamentarisch vermacht hatte.

## Auszeichnungen (Auswahl)
- Orden der Eisernen Krone 2. Klasse
- Ritterkreuz des kaiserlich österreichischen Leopold-Ordens (KD.)
- Komturkreuz des kaiserlich österreichischen Leopold-Ordens mit (KD.) des Ritterkreuzes
- Komturkreuz 1. Klasse des  königlich sächsischen Albrechts-Ordens (KD.)
- Komturkreuz des königlich italienischen Ordens der Hl. Mauritius und Lazarus